# Marvi Hämmer
Die 3D-animierte Figur Marvi Hämmer ist Moderator seiner eigenen Kinder-TV-Sendung, die von 2003 bis 2014 im ZDFtivi und KiKA lief. Marvi, gesprochen von Stefan Kaminski, ist eine jugendliche Ratte, die heimlich im Schreibtisch eines Fernsehstudios lebt. Von den Menschen hat er sich die Bedienung des Studios abgeschaut und spielt, wenn sie das Studio verlassen haben, selbst Moderator. Er zeigt Filme aus der Tier-, Pflanzen- und Wissenschaftswelt von National Geographic und erlebt während der Sendung eigene Abenteuer in der (Studio-)Welt der Menschen. Marvi ist ein sympathischer Möchtegern, der mit seiner Begeisterung für die wissenschaftlichen Themen oft weit über das Ziel hinausschießt, sich nicht selten in Schwierigkeiten bringt und dadurch für unfreiwillige Komik sorgt. Als Kontakt zur Welt außerhalb des Studios dienen ihm die World Reporter Jaycee, Mingh und Roberto.

## Die Fernseh-Show
Der komplette Titel der TV-Sendung lautet „Marvi Hämmer präsentiert NATIONAL GEOGRAPHIC WORLD“. Bisher wurden 104 Folgen im ZDFtivi und KI.KA (dienstags bis freitags 12:20 Uhr und sonntags 16:25 Uhr) ausgestrahlt. Die bilinguale, also in Teilen zweisprachige Sendung beinhaltet zwei längere Beiträge aus der Tier- und Wissenswelt und kürzere Rubriken wie Marvis Hämmer oder ein Quiz, bei denen exotische Tiere im Mittelpunkt stehen. Den roten Faden der Sendung bilden Marvis Aktionen und Abenteuer im Studio. Dazu kommt eine Episode mit den World Reportern, die im Verlauf der Sendung eine von Marvi gestellte Wissensfrage beantworten.

### Die World-Reporter
Die World Reporter, wie Marvi Hämmer von der Firma 4K animiert, sind drei 2D-Zeichentrickfiguren, die in Marvis Auftrag auf der ganzen Welt kleine Abenteuer erleben. Sie sprechen ausschließlich englisch, da dies ihre gemeinsame Sprache ist. Kinder sollen dadurch spielerisch an ihre erste Fremdsprache geführt werden – eine so genannte immersive Lernsituation. 
Mingh (gesprochen von Jerry Marwig)
Mingh aus Asien ist der Wissenschaftler der Gruppe. Er ist zuständig für die Fakten über Tierarten, fremde Länder und Sitten.
Jaycee (gesprochen von Alex Avenell)
Reporterin Jaycee aus Afrika ist das einzige Mädchen der Gruppe und zuständig für Natur, Abenteuer und Interaktion mit den Tieren, die die World Reporter suchen.
Roberto (gesprochen von Bill Andrews)
Roberto kommt aus dem US-Bundesstaat New York und ist der Fotograf der Gruppe und kennt sich bestens aus mit Vulkanen und anderen Dingen, die mit der Erde zu tun haben.

### Hausmeister Kruse
Kruse (ebenfalls gesprochen von Stefan Kaminski) ist der Hausmeister im TV-Studio und Marvi Hämmers großer „Gegenspieler“. Marvi muss sich vor ihm verstecken, da er sonst zweifellos aus seinem Zuhause fliegen würde. Andererseits erlaubt sich Marvi mit ihm so manchen Spaß.

## Staffeln
Die erste Staffel umfasste 20 Folgen à 25 Minuten. Sie wurde 2003/2004 im KI.KA gezeigt und ab September 2004 im ZDFtivi wiederholt.
Die zweite Staffel lief vom 13. August 2006 bis 1. April 2007 im ZDF und umfasste 32 Folgen.
Eine dritte und vierte Staffel mit je 26 Folgen wurde sonntags im KI.KA um 16:25 Uhr ausgestrahlt. Für die neuen Folgen ist Marvi in ein größeres Studio mit Regie, Teeküche und Wissenschaftsecke gezogen. Er hat die Räumlichkeiten natürlich sofort erkundet und dabei zwei schicke neue Buzzerknöpfe entdeckt, die für einen Wissenstest gebraucht werden.

## Vermarktung
Zusätzlich zur Fernsehsendung war Marvi Hämmer der (virtuelle) Chefredakteur des Print-Magazins „NATIONAL GEOGRAPHIC WORLD“, dem Kinderformat der deutschen Ausgabe von „NATIONAL GEOGRAPHIC“. In jedem Heft präsentierte Marvi Wissensnews und Reportagen. Den Heften lag ein Hörbuch bei (Marvi Hämmers Hörbuch zum Magazin), auf dem alle englischen Texte aus dem Heft gelesen werden und Marvi weitere kleine Abenteuer erlebt.
"Marvi Hämmer präsentiert National Geographic World" wird von der Firma YOUA Edutainment GmbH & Co. KG in Hamburg produziert und ist eine Kooperation der Sender KI.KA, RBB, WDR und ZDF. Im DHV Hörverlag sind bereits 16 eigens zusammengestellte Marvi-Abenteuer und Hör-Reportagen als Hörbücher erschienen. 

### Preise
- 2004 Nominierung zum Grimme-Preis
- 2006 Goldener Spatz
- 2006 Silberner Drache Beijing International Science & Film Festival
- 2006 Hörbücher: Jahrespreis der Deutschen Schallplattenkritik
- 2008 bester Fernsehstar von KiKa